# ГЕС-ГАЕС Vieux Pre
ГЕС-ГАЕС Vieux Pre — гідроелектростанція на північному сході Франції, у сточищі річки La Plaine, яка дренує східний схил Вогезів та через Meurthe і Мозель відноситься до басейну Рейну.
Як верхній резервуар використовується озеро Lac-de-Pierre-Percee, створене на Ruisseau-d'Henri Alcher (права притока La Plaine) за допомогою земляної греблі із глиняним ядром висотою 69 (за іншими даними — 80) метрів, довжиною 330 метрів та товщиною від 8 до 355 метрів, на спорудження якої пішло 1,8 млн м3 матеріалу. Вона утримує водойму із площею поверхні 3 км2 та об'ємом 61 млн м3 (корисний об'єм 50 млн м3). Як нижній резервуар використовується водосховище Lac-de-la-Plaine на самій річці La Plaine, яке має площу поверхні 0,37 км2 та об'єм 1,1 млн м3.
Машинний зал обладнано двома насос-турбінними агрегатами потужністю по 5,9 МВт у насосному та 4,3 МВт у турбінному режимах.